# Bhangra

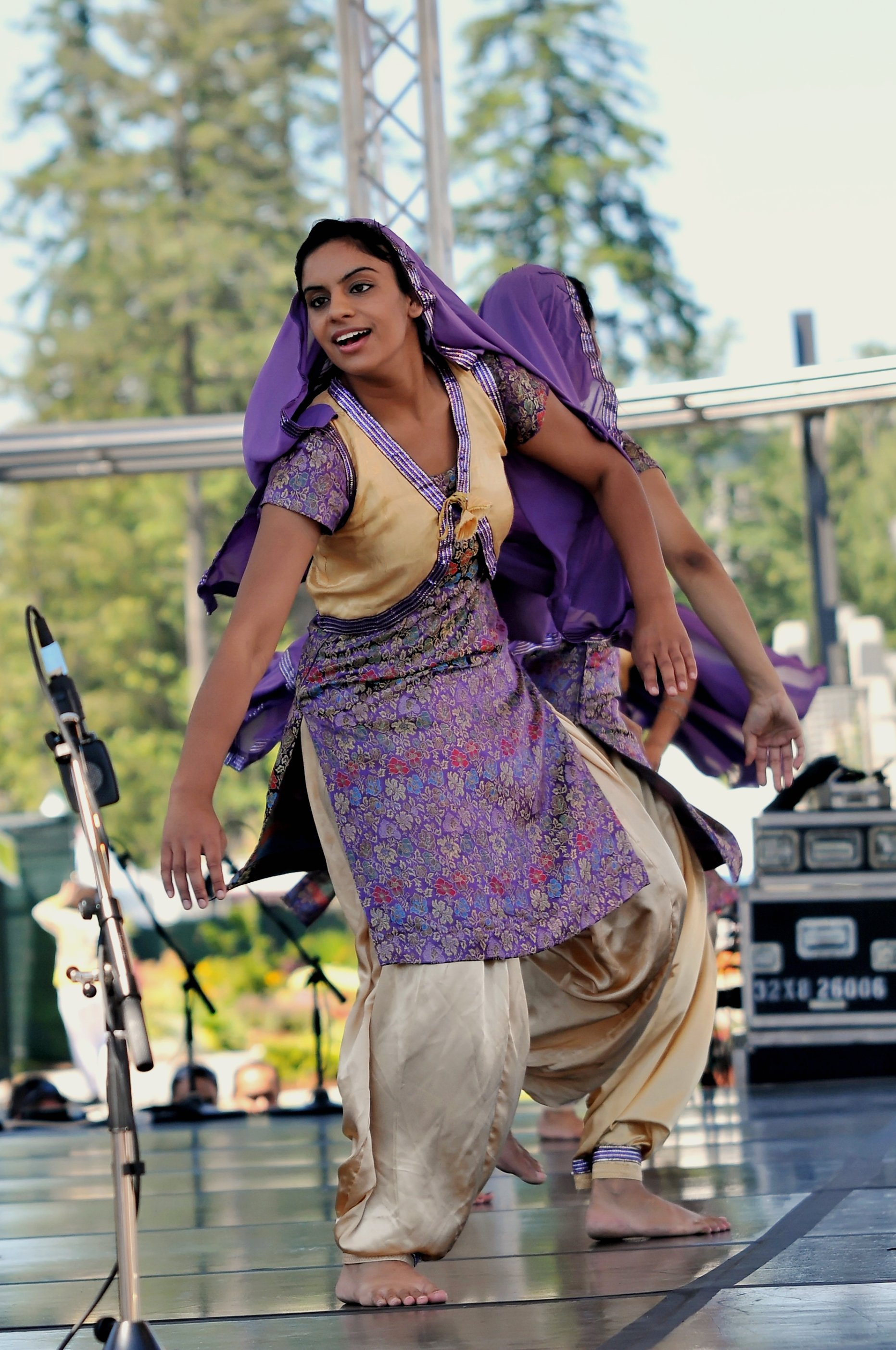
Bhangra-Tänzerinnen

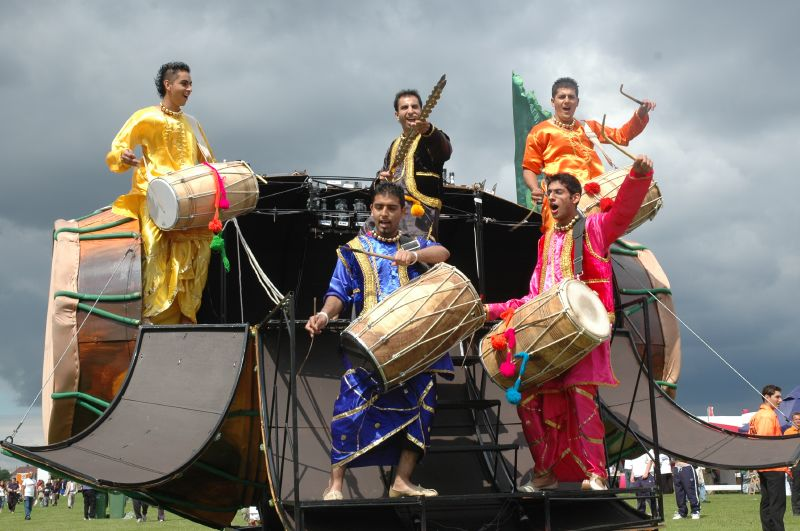
Dhol-Spieler auf einem Festival in London

Bhangra ist ein musikalisches und tänzerisches Genre, das seinen Ursprung im Punjab hat, einem Gebiet im Nordwesten Indiens und in Pakistan. Ausgehend von Großbritannien ist die britische Bhangra music als Fusion zwischen westlichem Pop und traditioneller Punjab-Volksmusik auch international bekannt geworden.

## Stil
Ursprünglich wurde Bhangra hauptsächlich von Männern getanzt, da Frauen den Volkstanz Giddha bevorzugten – nicht zuletzt auf Grund der weit ausgreifenden Tanzschritte, die in traditionellen Kleidern schwer darstellbar waren. Bhangra steht nicht nur im Punjab bei allen Feierlichkeiten als Fixpunkt auf der Tagesordnung, sondern ist neben Bollywoodtanz der einzige Tanz, der in ganz Indien beliebt ist.
Es gibt keine genau festgelegten Tanzschritte; beim Bhangra bewegen sich die Tänzer meist locker, hüpfen auf dem Boden und schwingen mit den Armen. Demnach kann jeder Bhangra leicht erlernen. Professionelle Bhangragruppen erfinden jedoch immer ausgefallenere Schritte, die sie dann mit klassischen kombinieren.
Für gewöhnlich sorgt die Doppelfell-Fasstrommel dhol (oder dholak) für die rhythmische Begleitung. Andere traditionelle Begleitinstrumente sind die chimta, ein Schlaginstrument mit Eisenstäben und die hölzerne Klapper sap. Die charakteristischen Tonfolgen produzieren die tumbi, eine einsaitige Spießlaute, an deren Stelle die etwas größere ektara, und die Doppelflöte alghoza. Heutzutage jedoch steigen immer mehr Bhangra-Gruppen auf Musiktapes beziehungsweise CDs um, da es nicht immer möglich ist, etwa einen Dhol-Spieler aufzutreiben. Im Ausland lebende Inder und Pakistaner versuchen den Bhangra durch Wettbewerbe zu erhalten, welche auch in Indien in großer Zahl stattfinden.
In Indien wird mit Bhangra aktuell meist die in indischen Diskotheken und auf MTV gespielte Art indischer Popmusik bezeichnet, die neben den Soundtracks von Bollywoodproduktionen zur beliebtesten Popmusik des Landes gehört. 
Im Ausland, besonders in Großbritannien, Kanada und den USA, ist Bhangra ein Teil der in Diskotheken gespielter Musik. Auch in Deutschland und Österreich bahnt sich der Bhangra seinen Weg aus den Undergroundclubs in größere Etablissements. Moderne Bands und Solokünstler wie Panjabi MC haben den Bhangra in die Musik-Charts geführt, indem sie traditionelle Elemente mit Pop, Hip-Hop und moderner indischer Musik mischen. Bekannt geworden ist vor allem Mundian To Bach Ke und Jogi von Panjabi MC.